# 堺本
堺本（さかいぼん）は、日本の随筆作品『枕草子』の写本の系統の一つ。

## 概要
大別して4種類が確認されている『枕草子』の写本系統の内、回想章段を欠き随想・類想章段が明確に分けられた状態の類纂本と呼ばれる系統の一つ。類纂形態の写本には、他に前田本が存在するが前田本は随想・類想章段の後に回想章段がまとめられている点が堺本との相違である。
現在の伝本はいずれも室町時代以降の写本で、奥書に儒学者・清原枝賢が和泉国・堺に住む隠遁の僧・道巴（どうは）から借り受けて書写した経緯が記されていることから堺本と呼ばれる。他系統の本文に比して後世の加筆・改竄が多いとされ、雑纂形態の三巻本や能因本に比して注釈書の刊行点数は少数に留まっている。
現存する写本には後光厳天皇書写の宸翰本（後光厳院本、190段）と、95段から成る別系統の写本が有りこの2系統を併せた総称が堺本である。しかし、河内方（河内学派）の素寂が『源氏物語』の注釈書『紫明抄』で引用した「すさまじきもの」（日本古典文学大系25段）の本文は「すさまじき物　おうなのけさう　しはすの月夜…」と、現存する写本のどの系統とも全く異なるものとなっている他、同書が『枕草子』を出典として引用している文章は全般に宸翰本系統の本文に近い傾向が認められることから、現存しない「古堺本」と称すべき写本の系統が存在したのではないかとする説が近年になって浮上している。

## 主な写本
- 後光厳院宸翰本
- 高野辰之 旧蔵本
- 台北帝国大学旧蔵本
- 朽木文庫旧蔵本
- 群書類従所収本
- 宮内庁書陵部蔵本
- 鈴鹿三七 旧蔵本
- 京都大学図書館所蔵本

## 堺本を底本とする注釈書
- 田中重太郎『堺本枕草子』（古典文庫、1948年）
- 速水博司『堺本枕草子評釈 本文・校異・評釈・現代語訳・語彙索引』（有朋堂、1990年）